# Pelargonium appendiculatum
Pelargonium appendiculatum är en näveväxtart som först beskrevs av Carl von Linné d.y., och fick sitt nu gällande namn av Carl Ludwig von Willdenow. Pelargonium appendiculatum ingår i släktet pelargoner, och familjen näveväxter. Inga underarter finns listade i Catalogue of Life.